# زیست محاسبات کوانتومی با استفاده از مولکولهای زیستی
زیست‌محاسبات کوانتومی شاخه‌ای نوظهور در علوم کامپیوتر و زیست‌شناسی است که به بررسی استفاده از مولکول‌ها و ساختارهای زیستی مانند DNA، پروتئین‌ها و آنزیم‌ها برای انجام محاسبات کوانتومی می‌پردازد. این حوزه تلفیقی از دانش زیست‌شناسی مولکولی، فیزیک کوانتومی و علوم کامپیوتر است و هدف آن ساخت سیستم‌های محاسباتی کوچک، سریع و کم‌مصرف می‌باشد.

## تاریخچه
ایده استفاده از ساختارهای زیستی در محاسبات کوانتومی در سال‌های اخیر مطرح شده و با پیشرفت فناوری‌های نانو و بیوانفورماتیک، امکان تحقق عملی آن فراهم شده است. تحقیقات اولیه نشان داد که مولکول‌های زیستی می‌توانند به عنوان کیوبیت‌های زیستی برای انجام عملیات کوانتومی عمل کنند.

## مفهوم و نحوه عملکرد
در زیست‌محاسبات کوانتومی، مولکول‌های زیستی به عنوان واحدهای پردازش و ذخیره‌سازی اطلاعات کوانتومی (کیوبیت) به کار گرفته می‌شوند. این مولکول‌ها، مانند DNA یا پروتئین‌ها، قابلیت برهم‌نهی کوانتومی و درهم‌تنیدگی را دارا هستند که اساس محاسبات کوانتومی را تشکیل می‌دهند.

### کیوبیت‌ها و برهم‌نهی کوانتومی
یک کیوبیت (Qubit) حالت‌های 0 و 1 را به صورت همزمان دارد که به صورت ریاضی با بردار حالت زیر نمایش داده می‌شود:
{\displaystyle |\psi \rangle =\alpha |0\rangle +\beta |1\rangle }
که در آن \alpha و \beta اعداد مختلط هستند و شرط نرمال بودن است:
{\displaystyle |\alpha |^{2}+|\beta |^{2}=1}
مولکول‌های زیستی می‌توانند این ویژگی را در مقیاس مولکولی داشته باشند و به عنوان کیوبیت‌های زیستی عمل کنند.

## کاربردها
- توسعه کامپیوترهای کوانتومی کوچک و ارزان‌قیمت
- انجام محاسبات پیچیده در زیست‌شناسی، شیمی و پزشکی
- ساخت حسگرهای کوانتومی زیستی برای کاربردهای پزشکی و محیط زیستی[۴]

## چالش‌ها
- حفظ پایداری حالت‌های کوانتومی در محیط زیستی ناپایدار
- مشکلات سنتز و کنترل دقیق مولکول‌های زیستی به عنوان کیوبیت
- نیاز به فناوری‌های پیشرفته برای خواندن و نوشتن اطلاعات کوانتومی[۵]

## چشم‌انداز آینده
با پیشرفت‌های مداوم در حوزه نانوبیولوژی و فناوری کوانتومی، زیست‌محاسبات کوانتومی می‌تواند تحول عظیمی در پردازش داده‌ها ایجاد کرده و نقش مهمی در توسعه فناوری‌های زیستی و محاسباتی ایفا کند.